# 바탐방주
바탐방주(크메르어: បាត់ដំបង)는 캄보디아 북서부에 위치한 주로, 주도는 바탐방이며 인구는 1,132,017명(2024년 기준), 면적은 11,702km2, 인구밀도는 93명/km2이다. 주의 이름은 크메르어로 "지팡이를 잃는다"를 뜻하는데 이는 지팡이 왕 크란훙 전설에서 유래된 것이다. 북쪽으로는 반테아이메안체이 주, 서쪽으로는 태국과 인접해 있으며 동쪽과 남쪽으로는 푸르사트 주와 인접해 있다.
캄보디아에서 인구가 다섯 번째로 많은 주이다. 면적 기준으로는 캄보디아에서 다섯 번째로 큰 주이다. 바탐방 주는 톤레삽 생물권 보전지역에 포함되어 있다. 비옥한 논밭 덕분에 농업 중심의 경제가 형성되어 ‘캄보디아의 쌀바구니’라는 별명이 붙었다. 이 지역은 다양한 문화와 천연자원을 지니고 있으며, 전체 면적의 75%가 정글과 산악 지형이다. 열대 기후를 띠고 있다.